# Karla Morales
Karla Morales Rosales es una abogada y activista por los derechos humanos ecuatoriana.

## Biografía
Es hija del comentarista deportivo Carlos Víctor Morales y la señora Martha Rosales. Estudió derecho en la Universidad Católica Santiago de Guayaquil. Trabajó para la Comisión Interamericana de Derechos Humanos y la Organización de las Naciones Unidas. Actualmente se desempeña como directora ejecutiva de la organización KAHRE en Ecuador, tras el Terremoto de Ecuador de 2016. 
Después del terremoto lideró las iniciativas de acopio y distribución de donaciones y ayuda en las zonas damnificadas.
Tras las manifestaciones en Ecuador de 2019 y la pandemia de COVID-19, también se movilizó a aportar ayuda a zonas vulnerables, en las áreas de ayuda humanitaria, abastecimiento de alimentos y entrega de insumos.

## Reconocimientos
En 2016, recibió la Condecoración Manuela Cañizares de parte del Municipio del Distrito Metropolitano de Quito durante la Sesión Solemne por los 482 años de fundación de la capital ecuatoriana, debido a su labor humanitaria en la zona afectada por el terremoto del 16 de abril en Esmeraldas y Manabí.